# Historique de l'AS Nancy-Lorraine en Coupe de la Ligue
 (juillet 2022).
La Coupe de la Ligue, compétition créée sous son format actuel en 1994 et organisé sous l'égide de la LFP, est le second titre remporté par l'AS Nancy-Lorraine, 28 ans après sa victoire en Coupe de France 1978.
Depuis la création de cette compétition jusqu'à sa disparition à l'issue de la saison 2019-2020, Nancy fait partie des équipes qui ont participé à toutes les éditions.
Cette page s'intéresse aux résultats du club dans la compétition après 1994, année depuis laquelle le vainqueur se qualifie pour la Ligue Europa, anciennement appelée coupe UEFA, mais également aux résultats des éditions précédentes qui ne sont pas reconnues officiellement par la LFP, comme la Coupe d'Été à laquelle l'AS Nancy-Lorraine a participé cinq fois en atteignant une fois la finale en 1982.
L'AS Nancy-Lorraine comptabilise, à la fin de la saison 2019-2020, 26 participations pour une victoire finale en 2006.

## Le parcours victorieux de 2006
L'AS Nancy-Lorraine réussit en 2006 à gagner son deuxième titre majeur national, la Coupe de la Ligue et cela un an après sa remontée en Ligue 1 et son titre en Ligue 2 en 2005. Tous ses matchs jusqu'à la demi-finale se sont déroulés au Stade Marcel Picot, durant lesquels l'équipe n'a pas encaissé le moindre but et en a marqué cinq.
De par son statut de club de Ligue 1, Nancy n'entre dans la compétition qu'au stade des 16e de finale. Pour leur premier match, les Nancéiens reçoivent le FC Sochaux, qu'ils battent sur le score de 1-0 grâce à un penalty d'Adrian Sarkissian. Au tour suivant, l'ASNL reçoit le FC Lorient, avec une victoire sur le même score (1-0) grâce à un but de Monsef Zerka, joueur polyvalent reconverti attaquant en cours de saison. En quart de finale, L'AS Nancy-Lorraine affronte l'AC Ajaccio avec le même résultat : une victoire de Nancy sur le score de 1-0 (Sébastien Puygrenier). C'est Le Mans UC que Nancy retrouve sur son chemin vers la finale : les Manceaux ne résisteront qu'une mi-temps avant de céder par deux fois avec des réalisations de Jonathan Brison et Manuel Da Costa. Ce dernier marque par ailleurs le premier but de sa carrière professionnelle, concluant une action d'anthologie durant laquelle le jeune joueur part du milieu de terrain pour dribbler et prendre de vitesse la défense mancelle.
La finale se déroule le 22 avril 2006 au Stade de France contre l'OGC Nice. Les 21 000 places réservées pour le club par la LFP sont parties en moins d'une semaine ; les 16 000 premiers billets sont partis dès le jour même de l'ouverture de la billetterie. 40 000 Nancéiens étaient présents au Stade de France. Onze trains spéciaux ont rallié la gare de l'Est tandis que plus de 300 bus et des milliers de voitures particulières ont convergé vers Saint-Denis. Pour ceux qui n'ont pu faire le déplacement jusqu'au Stade de France, la ville de Nancy a installé un écran géant sur la Place Stanislas le jour de la finale.
Durant cette finale disputée, l'attaquant Monsef Zerka trompe le gardien international espoirs Hugo Lloris et ouvre la marque à la 22e minute. L'ASNL mène à la mi-temps 1 à 0, mais peu de temps après le retour des vestiaires, Nice égalise grâce à une réalisation de Marama Vahirua à la 49e, bien servi par le milieu Bakari Koné. La rencontre aurait pu basculer lorsque Nancy se retrouve réduit à 10 à la suite de l'expulsion à la 61e minute du défenseur Sébastien Puygrenier, consécutive à un second avertissement, mais l'ASNL parvient à doubler la marque lorsqu'à la 66e, l'attaquant brésilien Kim prolonge de la tête un coup-franc tiré par Benjamin Gavanon. Les Niçois ne parviendront pas à revenir au score,.
Au terme de la rencontre, l'AS Nancy-Lorraine remporte la Coupe de la Ligue en battant l'OGC Nice 2 buts à 1 obtenant ainsi une qualification pour l'édition 2006-2007 de la Coupe UEFA.
| Finale              | AS Nancy-Lorraine | 2 – 1   | OGC Nice | Stade de France, Saint-Denis                                         |                                                                      |
| 22 avril 2006 21h00 | Monsef Zerka 22e · Kim 66e | (1–0)   | 49e Marama Vahirua | Spectateurs : 76 830 Diffuseur : France 3 Arbitrage : Bertrand Layec | Spectateurs : 76 830 Diffuseur : France 3 Arbitrage : Bertrand Layec |
| 22 avril 2006 21h00 | rapport |         | | Spectateurs : 76 830 Diffuseur : France 3 Arbitrage : Bertrand Layec | Spectateurs : 76 830 Diffuseur : France 3 Arbitrage : Bertrand Layec |
| 22 avril 2006 21h00 | Sorin () - Chrétien, Diakhate, Lécluse,Puygrenier ( 37e, 61e), Biancalani - Berenguer, Gavanon, Duchemin( 63e Brison 68e) - Zerka ( 62e) ( 82e André Luiz), Kim ( 90e Sarkissian) | Équipes | Lloris - Fanni ( 47e) ( 78e Roudet), Traoré, Abardonado, Varrault () - Echouafni 36e ( 84e Bagayoko), Balmont ( 17e), Rool, Vahirua ( 70e Ederson) - Koné, Bellion | Spectateurs : 76 830 Diffuseur : France 3 Arbitrage : Bertrand Layec | Spectateurs : 76 830 Diffuseur : France 3 Arbitrage : Bertrand Layec |

## Tableau récapitulatif
| Saison    | 1er tour                 | 2e/1er tour                            | Seizième de finale               | Huitième de finale         | Quart de finale                 | Demi-finale          | Finale             |
| --------- | ------------------------ | -------------------------------------- | -------------------------------- | -------------------------- | ------------------------------- | -------------------- | ------------------ |
| 1994-1995 | –                        | Nancy 2-2 Perpignan FC (t.a.b. 2-4)    |                                  |                            |                                 |                      |                    |
| 1995-1996 | Exempt                   | Nancy 1-1 Stade lavallois (t.a.b. 4-3) | FC Gueugnon 2-0 Nancy            |                            |                                 |                      |                    |
| 1996-1997 | Exempt                   | Exempt                                 | AS Cannes 2-0 Nancy              |                            |                                 |                      |                    |
| 1997-1998 | –                        | ES Wasquehal 0-3 Nancy                 | Nancy 2-2 SC Bastia (t.a.b. 3-2) | Marseille 3-0 Nancy        |                                 |                      |                    |
| 1998-1999 | –                        | Exempt                                 | Nancy 1-0 AS Beauvais            | FC Sochaux 2-1 Nancy       |                                 |                      |                    |
| 1999-2000 | –                        | Exempt                                 | Louhans-Cuiseaux 0-1 Nancy       | Nancy 2-1 FC Sochaux       | Paris SG 3-0 Nancy              |                      |                    |
| 2000-2001 | -                        | Nancy 1-0 FC Sochaux                   | Nancy 3-1 Paris SG               | ESTAC Troyes 2-0 Nancy     |                                 |                      |                    |
| 2001-2002 | –                        | Exempt                                 | LOSC Lille 0-2 Nancy             | Nancy 3-2 LB Châteauroux   | Paris SG 1-1 Nancy (t.a.b. 4-3) |                      |                    |
| 2002-2003 | –                        | Nancy 3-0 LB Châteauroux               | FC Gueugnon 3-2ap Nancy          |                            |                                 |                      |                    |
| 2003-2004 | –                        | Amiens SC 0-1 Nancy                    | FC Nantes 3-1ap Nancy            |                            |                                 |                      |                    |
| 2004-2005 | –                        | Nancy 2-2 Stade de Reims (t.a.b. 3-5)  |                                  |                            |                                 |                      |                    |
| 2005-2006 | –                        | Exempt                                 | Nancy 1-0 FC Sochaux             | Nancy 1-0 FC Lorient       | Nancy 1-0 AC Ajaccio            | Nancy 2-0 Le Mans UC | Nancy 2-1 OGC Nice |
| 2006-2007 | Exempt                   | Exempt                                 | Nancy 1-0 OGC Nice               | Nancy 2-1 Toulouse FC      | Lyon 3-1 Nancy                  |                      |                    |
| 2007-2008 | Exempt                   | Exempt                                 | Nancy 3-0 US Boulogne CO         | Nancy 1-0 Amiens SC        | RC Lens 3-0 Nancy               |                      |                    |
| 2008-2009 | Exempt                   | Exempt                                 | Grenoble Foot 38 2-3ap Nancy     | Paris SG 2-0 Nancy         |                                 |                      |                    |
| 2009-2010 | Exempt                   | Exempt                                 | Nancy 2-0 AS Monaco              | Toulouse FC 3-0 Nancy      |                                 |                      |                    |
| 2010-2011 | Exempt                   | Exempt                                 | Nancy 1-2 Bordeaux               |                            |                                 |                      |                    |
| 2011-2012 | Exempt                   | Exempt                                 | Nancy 1-2 AJ Auxerre             |                            |                                 |                      |                    |
| 2012-2013 | Exempt                   | Exempt                                 | Stade rennais 3-2 Nancy          |                            |                                 |                      |                    |
| 2013-2014 | Exempt                   | Nancy 1-0 Arles-Avignon                | Stade rennais 2-1ap Nancy        |                            |                                 |                      |                    |
| 2014-2015 | Nancy 2-1 Le Havre AC    | AJ Auxerre 3-0 Nancy                   |                                  |                            |                                 |                      |                    |
| 2015-2016 | Nancy 2-1 LB Châteauroux | Bourg-Péronnas 0-0 Nancy (t.a.b. 5-4)  |                                  |                            |                                 |                      |                    |
| 2016-2017 | Exempt                   | Exempt                                 | Nancy 4-2 SM Caen                | AS Saint-Étienne 0-1 Nancy | FC Nantes 0-2 Nancy             | AS Monaco 1-0 Nancy  |                    |
| 2017-2018 | Exempt                   | Nancy 2-2 US Orléans (t.a.b. 4-2)      | Angers SCO 3-2 Nancy             |                            |                                 |                      |                    |
| 2018-2019 | Nancy 1-0 Red Star       | Nancy 1-1 US Orléans (t.a.b. 3-5)      |                                  |                            |                                 |                      |                    |
| 2019-2020 | SM Caen 0-1 Nancy        | Nancy 1-0 AC Ajaccio                   | Montpellier HSC 3-2 Nancy        |                            |                                 |                      |                    |

Légende : ( ) = Tirs au but (avec prolongation préalable), ap = après prolongation, Nancy = AS Nancy-Lorraine.
victoire finaleQualificationÉlimination

## Statistiques

### Bilan
L'AS Nancy-Lorraine fait partie des 12 clubs ayant remporté au moins une fois la Coupe de la Ligue, elle se classe 10e au bilan des vainqueurs en compagnie du FC Gueugnon et de l'AS Saint-Étienne (un titre remporté pour une seule finale disputée), ce bilan étant mené par le Paris SG avec 9 titres et 1 finale perdue.
Avec 26 participations l'AS Nancy-Lorraine fait partie des équipes ayant participé à toutes les éditions de la Coupe de la Ligue depuis sa création en 1994 jusqu'à sa dernière édition en 2020. Durant ces 26 saisons, l'AS Nancy-Lorraine a disputé 58 matchs pour 33 victoires et 25 défaites. Parmi les 33 victoires du club dans cette compétition, 29 l'ont été durant le temps réglementaire, une après prolongation et 3 à la suite de la séance de tirs au but. Concernant les 25 éliminations, trois défaites seront concédées après les prolongations, et cinq à l'issue de séances de tirs au but.
Paris SG (1V, 3D) et le FC Sochaux (3V, 1D) sont les deux clubs qui ont rencontré le plus l'AS Nancy-Lorraine en Coupe de la Ligue avec quatre rencontres.

### Buteurs
Les meilleurs buteurs nancéiens en coupe de la ligue sont Laurent Dufresne et  Monsef Zerka avec 4 buts à leurs compteurs, bien loin de Pauleta et ces 10 buts sous le maillot parisien.
Pour ce qui du joueur de l'AS Nancy-Lorraine qui a marqué le plus de buts en Coupe de la Ligue on retrouve Laurent Dufresne avec 8 buts. Ce qui le classe à la 14e place du classement des meilleurs buteurs en Coupe de la ligue à 7 longueurs de Pauleta.
Classement des buteurs nancéiens(mis à jour à la fin de la saison 2012-2013)
1. Dufresne, Monsef Zerka : 4 buts
3. Hadji, Puygrenier : 3 buts
5. Bastien, Lécluse, Moustaïd, Chabaud, Curbelo, Dia, Diakité : 2 buts
11. Rambo, Sachy, Rabésandratana, Cascarino, Wiart, Correa, Rodrigues, Koné, Meniri, Bottelin, Zé Alcino, Nicaise, Moracchini, Billong, Fouret, Florentin, Chrétien, Fayolle, Brison, Da Costa, Sarkissian, Kim, Dosunmu, Féret, Joël Sami, Malonga, Hélder, Bakar, Moukandjo : 1 but

### Record de participations
Le Nancéien qui a disputé le plus de matchs de Coupe de la Ligue est Cédric Lécluse avec 23 matchs, de novembre 1994 à octobre 2006, 22 comme titulaire et un comme remplaçant. Il est, avec Fabien Cool (AJ Auxerre) et Frédéric Da Rocha (FC Nantes), le joueur qui a disputé le plus de matchs de Coupe de la Ligue avec la même équipe. Si l'on prend en compte le nombre de minutes jouées c'est Fabien Cool qui est premier avec 2 220 minutes suivi de Cédric Lécluse avec 2 212 minutes et de Frédéric Da Rocha avec 2 042 minutes.
Cependant il n'est pas le joueur de l'AS Nancy-Lorraine qui a pris part au plus de matchs de Coupe de la Ligue au cours de toute sa carrière, c'est Vincent Hognon avec un total de 28 matchs dont 14 sous le maillot nancéien. Il est le huitième joueur ayant disputé le plus de match dans cette compétition, le premier étant Julien Sablé avec 35 matchs, et le septième en prenant en compte le nombre de minutes jouées (2 454 minutes)

## Coupe d'été
La coupe d'été est une coupe qui se déroule durant l’inter-saison d'été entre 1982 et 1994. Cette compétition, ancêtre de la Coupe de la Ligue, n'est cependant pas reconnu par la ligue. L'AS Nancy-Lorraine a participé à cinq éditions sur les six qui ont eu lieu.
Pour la première édition, l'AS Nancy-Lorraine arrive jusqu'en finale qu'elle perdra contre le Stade lavallois après avoir fini 1er de son groupe au premier tour et avoir éliminé le Limoges FC en quart de finale et le FC Metz en demi-finale.
Pour sa seconde participation en 1984, le club nancéien sera éliminé dès l'entrée en lice des clubs de première division au second tour en finissant 4e de son groupe.
En 1986, l'AS Nancy-Lorraine connaîtra le même parcours que l'édition précédente en finissant 3e de son groupe au deuxième tour.
Pour le retour du club dans cette compétition en 1992, le club atteindra les 16e de finale après avoir fini 1er du groupe Est au deuxième tour mais chutera contre le Tours FC.
Pour la dernière édition de la Coupe d'été en 1994, l'AS Nancy-Lorraine perdra dès son premier match de la compétition en quart de finale du groupe Est contre le FC Metz.

### Fiches de matchs
1. ↑  « Fiche du match AS Nancy-Lorraine  - Perpignan FC, 29 novembre 1994 », sur lfp.fr (consulté le 16 mars 2013)
2. ↑  « Fiche du match AS Nancy-Lorraine - Stade lavallois, 24 octobre 1995 », sur lfp.fr (consulté le 16 mars 2013)
3. ↑  « Fiche du match FC Gueugnon - AS Nancy-Lorraine, 13 décembre 1995 », sur lfp.fr (consulté le 16 mars 2013)
4. ↑  « Fiche du match AS Cannes - AS Nancy-Lorraine, 11 décembre 1996 », sur lfp.fr (consulté le 16 mars 2013)
5. ↑  « Fiche du match ES Wasquehal - AS Nancy-Lorraine, 11 novembre 1997 », sur lfp.fr (consulté le 16 mars 2013)
6. ↑  « Fiche du match AS Nancy-Lorraine - SC Bastia, 5 janvier 1998 », sur lfp.fr (consulté le 16 mars 2013)
7. ↑  « Fiche du match Olympique de Marseille - AS Nancy-Lorraine, 31 janvier 1998 », sur lfp.fr (consulté le 16 mars 2013)
8. ↑  « Fiche du match AS Nancy-Lorraine - AS Beauvais, 10 janvier 1999 », sur lfp.fr (consulté le 16 mars 2013)
9. ↑  « Fiche du match FC Sochaux-Montbéliard - AS Nancy-Lorraine, 2 février 1999 », sur lfp.fr (consulté le 16 mars 2013)
10. ↑  « Fiche du match CS Louhans-Cuiseaux - AS Nancy-Lorraine, 8 janvier 2000 », sur lfp.fr (consulté le 16 mars 2013)
11. ↑  « Fiche du match AS Nancy-Lorraine - FC Sochaux-Montbéliard, 10 février 2000 », sur lfp.fr (consulté le 16 mars 2013)
12. ↑  « Fiche du match Paris Saint-Germain - AS Nancy-Lorraine, 20 février 2000 », sur lfp.fr (consulté le 16 mars 2013)
13. ↑  « Fiche du match AS Nancy-Lorraine - FC Sochaux-Montbéliard, 1er novembre 2000 », sur lfp.fr (consulté le 16 mars 2013)
14. ↑  « Fiche du match AS Nancy-Lorraine - Paris Saint-Germain, 7 janvier 2001 », sur lfp.fr (consulté le 16 mars 2013)
15. ↑  « Fiche du match ESTAC Troyes - AS Nancy-Lorraine, 31 janvier 2001 », sur lfp.fr (consulté le 16 mars 2013)
16. ↑  « Fiche du match LOSC Lille - AS Nancy-Lorraine, 1er décembre 2001 », sur lfp.fr (consulté le 16 mars 2013)
17. ↑  « Fiche du match AS Nancy-Lorraine - Châteauroux, 16 janvier 2002 », sur lfp.fr (consulté le 16 mars 2013)
18. ↑  « Fiche du match Paris Saint-Germain - AS Nancy-Lorraine, 27 janvier 2002 », sur lfp.fr (consulté le 16 mars 2013)
19. ↑  « Fiche du match AS Nancy-Lorraine - Châteauroux, 10 décembre 2002 », sur lfp.fr (consulté le 16 mars 2013)
20. ↑  « Fiche du match FC Gueugnon - AS Nancy-Lorraine, 14 février 2003 », sur lfp.fr (consulté le 16 mars 2013)
21. ↑  « Fiche du match Amines SC - AS Nancy-Lorraine,4 septembre 2003 », sur lfp.fr (consulté le 16 mars 2013)
22. ↑  « Fiche du match FC Nantes - AS Nancy-Lorraine, 28 octobre 2003 », sur lfp.fr (consulté le 16 mars 2013)
23. ↑  « Fiche du match AS Nancy-Lorraine - Stade de Reims, octobre 2004 », sur lfp.fr (consulté le 16 mars 2013)
24. ↑  « Fiche du match AS Nancy-Lorraine - FC Sochaux-Montbéliard, 26 octobre 2005 », sur lfp.fr (consulté le 16 mars 2013)
25. ↑  « Fiche du match AS Nancy-Lorraine - FC Lorient, 21 décembre 2005 », sur lfp.fr (consulté le 16 mars 2013)
26. ↑  « Fiche du match AS Nancy-Lorraine - AC Ajaccio, 18 janvier 2006 », sur lfp.fr (consulté le 16 mars 2013)
27. ↑  « Fiche du match AS Nancy-Lorraine - Le Mans UC, 8 février 2006 », sur lfp.fr (consulté le 16 mars 2013)
28. ↑  « Fiche du match AS Nancy-Lorraine - OGC Nice, 22 avril 2006 », sur lfp.fr (consulté le 16 mars 2013)
29. ↑  « Fiche du match AS Nancy-Lorraine - OGC Nice, 20 septembre 2006 », sur lfp.fr (consulté le 16 mars 2013)
30. ↑  « Fiche du match AS Nancy-Lorraine - Toulouse FC, 24 octobre 2006 », sur lfp.fr (consulté le 16 mars 2013)
31. ↑  « Fiche du match Olympique lyonnais - AS Nancy-Lorraine, 20 décembre 2006 », sur lfp.fr (consulté le 16 mars 2013)
32. ↑  « Fiche du match AS Nancy-Lorraine - US Boulogne CO, 25 septembre 2007 », sur lfp.fr (consulté le 16 mars 2013)
33. ↑  « Fiche du match AS Nancy-Lorraine - Amines SC, 30 octobre 2007 », sur lfp.fr (consulté le 16 mars 2013)
34. ↑  « Fiche du match RC Lens - AS Nancy-Lorraine, 16 janvier 2008 », sur lfp.fr (consulté le 16 mars 2013)
35. ↑  « Fiche du match GF38 - AS Nancy-Lorraine, 24 septembre 2008 », sur lfp.fr (consulté le 17 mars 2013)
36. ↑  « Fiche du match Paris Saint-Germain - AS Nancy-Lorraine, 12 novembre 2008 », sur lfp.fr (consulté le 17 mars 2013)
37. ↑  « Fiche du match AS Nancy-Lorraine - AS Monaca FC, 23 septembre 2009 », sur lfp.fr (consulté le 17 mars 2013)
38. ↑  « Fiche du match Toulouse FC - AS Nancy-Lorraine, 13 janvier 2010 », sur lfp.fr (consulté le 17 mars 2013)
39. ↑  « Fiche du match AS Nancy-Lorraine - Girondins de Bordeaux, 22 septembre 2010 », sur lfp.fr (consulté le 17 mars 2013)
40. ↑  « Fiche du match AS Nancy-Lorraine - AJ Auxerre, 30 août 2011 », sur lfp.fr (consulté le 17 mars 2013)
41. ↑  « Fiche du match Stade rennais - AS Nancy-Lorraine,5 septembre 2012 », sur lfp.fr (consulté le 17 mars 2013)
42. ↑  « Fiche du match Nancy - Arles-Avignon, 27 août 2013 », sur flashscore.fr
43. ↑  « Fiche du match Stade rennais - AS Nancy-Lorraine, 29 octobre 2013 », sur flashscore.fr
44. ↑  « Fiche du match Nancy - Le Havre, 12 août 2014 », sur flashscore.fr
45. ↑  « Fiche du match Auxerre - Nancy, 26 août 2014 », sur flashscore.fr
46. ↑  « Fiche du match Nancy - Châteauroux, 11 août 2015 », sur flashscore.fr
47. ↑  « Fiche du match Bourg-en-Bresse - Nancy, 25 août 2015 », sur flashscore.fr
48. ↑  « Fiche du match Nancy - Caen, 26 octobre 2016 », sur flashscore.fr
49. ↑  « Fiche du match Saint-Etienne - Nancy, 14 décembre 2016 », sur flashscore.fr
50. ↑  « Fiche du match Nantes - Nancy, 10 janvier 2017 », sur flashscore.fr
51. ↑  « Fiche du match Monaco - Nancy, 25 janvier 2017 », sur flashscore.fr
52. ↑  « Fiche du match Nancy - Orléans, 22 août 2017 », sur flashscore.fr
53. ↑  « Fiche du match Angers - Nancy, 25 octobre 2017 », sur flashscore.fr
54. ↑  « Fiche du match Nancy - Red Star, 14 août 2018 », sur flashscore.fr
55. ↑  « Fiche du match Nancy - Orléans, 28 août 2018 », sur flashscore.fr
56. ↑  « Fiche du match Caen - Nancy, 13 août 2019 »
57. ↑  « Fiche du match Nancy - Ajaccio, 27 août 2019 »
58. ↑  « Fiche du match Montpellier - Nancy, 30 octobre 2019 », sur flashscore.fr